# 金钱鱼-梅童鱼五岛
金钱鱼岛、金钱鱼西岛、梅童鱼岛、梅童鱼东岛、梅童鱼西岛是钓鱼岛及其附属岛屿中密集分布的五个小岛，位于钓鱼岛东南，坐标为25°44.4′N 123°29.3′E。2012年3月3日，中华人民共和国国家海洋局、民政部公布它们的标准名称。
这五个岛屿紧邻钓鱼岛主岛，在小黄鱼岛和龙王鲷四岛之间。它们呈东西走向连成一串，自西向东依次为金钱鱼西岛-金钱鱼岛-梅童鱼西岛-梅童鱼岛-梅童鱼东岛，与钓鱼岛海岸大致平行。其中金钱鱼岛面积较大，都是钓鱼岛向外扩展的礁岩。

## 外部連結
- 中華民國內政部釣魚臺列嶼簡介（繁體中文）
- ウオッちず 地図閲覧サービス（試験公開） （页面存档备份，存于）（日本国土地理院の地形図）（日語）